# وفاة العذراء
وفاة العذراء (بالإيطالية: Morte della Vergine)‏ و (باللاتينية: Virginis mors) هي لوحة زيتية باروكية للرسام الإيطالي كارافاجيو تصور وفاة مريم العذراء تعود لسنة 1606، تتواجد اليوم في متحف اللوفر. تم وضعها في البداية في كنيسة القديسة مريم السلم في روما، لكن أساقفة الكنيسة رفضوا وضعها في الكنيسة لاعتقادهم أن كارافاجيو استخدم إحدى الداعرات في تصوير اللوحة وإستبدلت بإحدى لوحات الرسام كارلو ساراتشيني المشابهة لها. بعد إطراء الرسام بيتر بول روبنس لها اشتراها فينشينسو الأول غونزاغا دوق مانتوفا ثم بيعت إلى تشارلز الأول ملك إنجلترا في سنة 1627. بعد حكم الكومنولث الإنكليزي تم مصادرة اللوحة وبيعت للفرنسي إيفرهارد جاباخ وألذي باعها للملك لويس الرابع عشر في سنة 1671 وثم أصبحت ضمن ملكية الحكومة بعد الثورة الفرنسية.